# Wigand von Gersdorff

Generalmajor Wigand von Gersdorff

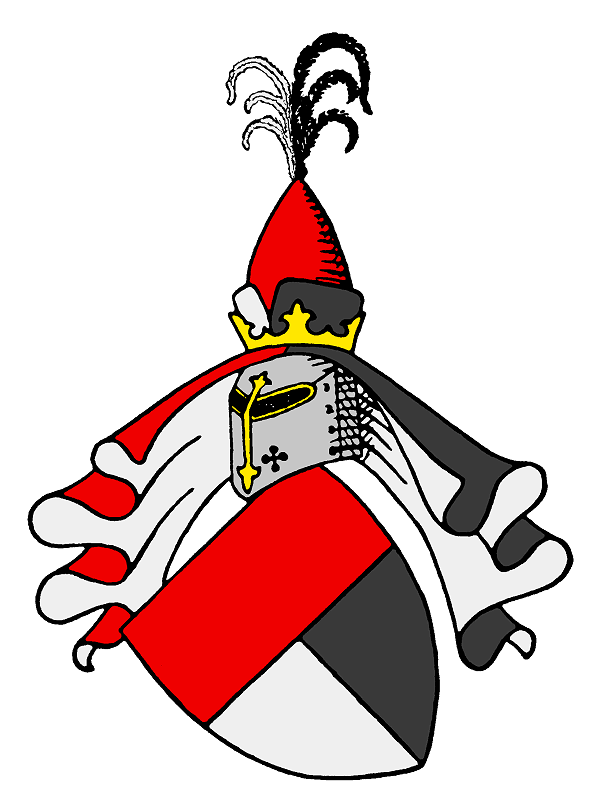
Wappen derer von Gersdorff

Wigand Otto Wilhelm Ferdinand von Gersdorff (* 15. April 1851 in Rothenburg/Oberlausitz; † 10. Oktober 1920 in Weimar) war ein preußischer Generalleutnant.

## Leben

### Herkunft
Wigand entstammte dem Adelsgeschlecht Gersdorff. Er war ein Sohn von Wolf Rudolf von Gersdorff (1821–1874) und dessen Ehefrau Anna Wilhelmine, geborene von Gersdorff (1825–1871). Sein Vater war Rittmeister a. D., Landesältester und Herr auf Hähnichen.

### Militärkarriere
Gersdorff besuchte Gymnasien in Görlitz und Stendal. Er trat am 17. Juli 1870 als Avantageur ins 1. Nassauische Infanterie-Regiment Nr. 87 in Mainz ein und nahm mit diesem Verband während des Krieges gegen Frankreich 1870/71 an der Belagerung von Paris sowie den Gefechten bei La Val und Notre Dame de Clamart teil. Vor dem Friedensschluss am 20. März 1871 zum Portepeefähnrich ernannt, wurde Gersdorff am 9. März 1872 zum Sekondeleutnant befördert. Ab 9. März 1872 diente er als Adjutant des II. Bataillons, stieg am 1. August 1878 zum Regimentsadjutant auf und wurde am 22. März 1881 zum Premierleutnant befördert. Unter Stellung à la suite folgte sechs Monate später seine Kommandierung als Adjutant der 42. Infanterie-Brigade.
Am 18. Mai 1887 versetzte man ihn unter der Beförderung zum Hauptmann in das 2. Thüringische Infanterie-Regiment Nr. 32 nach Meiningen. Nach seiner Abkommandierung ins Kriegsministerium wurde er am 17. September 1892 unter Beförderung zum Major hierher versetzt. Nach vierjähriger Tätigkeit wurde er in das Füsilier-Regiment „Fürst Karl-Anton von Hohenzollern“ (Hohenzollernsches) Nr. 40 nach Aachen versetzt. Hier war er zuerst Kommandeur des II., dann des I. Bataillons.
Am 19. April 1899 wurde Gersdorff, unter Beförderung zum Oberstleutnant, in den Stab des Großherzoglich Mecklenburgischen Füsilier-Regiments Nr. 90 nach Rostock versetzt. Am 18. Mai 1901 kehrte er mit seiner Beförderung zum Oberst nach Mainz zurück und wurde zeitgleich zum Kommandeur des 3. Großherzoglich Hessischen Infanterie-Regiments (Leib-Regiment) Nr. 117 ernannt. Das Regiment gab Gersdorff am 21. April 1905 ab und wurde anschließend unter Beförderung zum Generalmajor zum Kommandeur der 81. Infanterie-Brigade in Lübeck ernannt. Am 11. September 1907 folgte seine Ernennung zum Inspekteur der neugegründeten Landwehr-Inspektion Dortmund. In dieser Funktion erhielt Gersdorff am 17. Dezember 1908 den Charakter als Generalleutnant. Unter Verleihung des Sterns zum Roten Adlerordens wurde er am 16. März 1911 mit Pension zur Disposition gestellt.
Zu Beginn des Ersten Weltkriegs reaktivierte man Gersdorff und ernannte ihn am 1. August 1914 zum stellvertretenden Inspekteur der Landwehr-Inspektion Dortmund. Nachdem diese Mobilmachungsbestimmung am 20. Februar 1915 aufgehoben worden war, wurde er am 24. September 1915 zum Inspekteur der Kriegsgefangenenlager im Bereich des stellvertretenden Generalkommandos des XI. Armee-Korps ernannt. Ende des Jahres erhielt Gersdorff das Eiserne Kreuz II. Klasse. Nach dem Waffenstillstand von Compiègne wurde am 9. Dezember 1918 auch diese Mobilmachungsbestimmung aufgehoben.

### Familie
Gersdorff hatte sich am 27. September 1882 in Dresden mit Margarete Gabriele Brückner (1859–1923) verheiratet. Aus der Ehe gingen mehrere Töchter hervor.